# Urvillea filipes
Urvillea filipes är en kinesträdsväxtart som beskrevs av Ludwig Radlkofer. Urvillea filipes ingår i släktet Urvillea och familjen kinesträdsväxter. Inga underarter finns listade i Catalogue of Life.